# SS Sinaia
Le SS Sinaia est un paquebot construit en 1922 à Whiteinch, Glasgow par la compagnie Barclay, Curle & Co. Ltd. pour le compte de la Compagnie Générale Transatlantique. Son voyage inaugural jusqu'à Providence, Rhode Island, a eu lieu le 28 juin 1925.

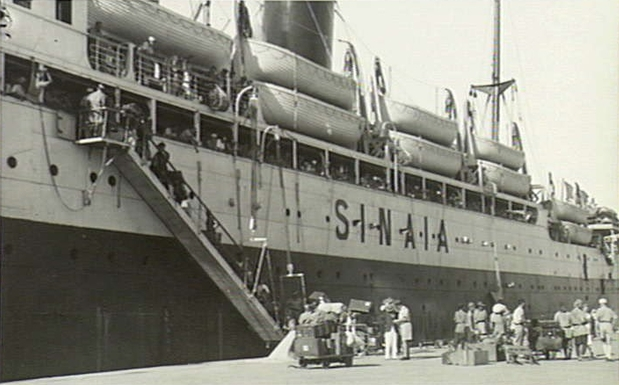
Septembre 1941. Les forces du Gouvernement de Vichy montent à bord du navire Sinaïa à Beyrouth. Un soldat australien est de garde à la passerelle. Ces soldats avaient le choix de rejoindre les forces du Général De Gaulle ou de retourner en France. Ceux qui choisissent de rentrer en France sont convoyés à travers la Méditerranée.

Il est ensuite acheté par la Compagnie Cyprien Fabre, célèbre compagnie marseillaise, également propriétaire des Chargeurs Réunis et qui exploite la côte d’Afrique jusqu’au Dahomey, les Indes et surtout toute la Méditerranée. Le Sinaïa est affecté à la ligne Marseille-Beyrouth-New-York.
Le paquebot transporte ainsi le corps de Kahlil Gibran de Providence au Liban en 1931.
Le 25 mai 1939, le SS Sinaia, affrété par le National Joint Committee for Spanish Relief (NJC), quitte le port de Sète avec 1 599 républicains, dont 953 hommes de plus de 15 ans, fuyant les camps français pour demander l'asile au Mexique, l'un des rares pays reconnaissant le gouvernement républicain en exil en France,.
Après avoir servi de prison sous le régime de Vichy, le navire est sabordé en 1944.

## Dans la fiction
Le SS Sinaia apparaît en 2023 dans la série allemande Transatlantique où il sert de prison dans la rade de Marseille pendant la rafle orchestrée par l'intendant de police Maurice de Rodellec du Porzic.